# Malaface
Le LATE-258 ou Malaface est une étude de  missile mer-mer subsonique (désigné aussi comme une torpille aéroportée)  développé par le groupe Latécoère à partir de 1951, elle fut conduite avec d’autres ingénieurs de la Marine nationale française d’où « MArine LAtécoère surFACE ». 
Seulement 15 exemplaires de ce premier modèle de missile anti-navire français furent construits et tirés.

## Mode de fonctionnement
Le Malaface s’apparente davantage à un avion sans pilote comme le V1 qu’à un missile.
Arrivé à 500 mètres du navire ennemi, l’engin pique et largue une bombe de forme cylindro-conique de 700 kilogrammes munie de quatre ailettes de stabilisation à l’arrière. Une petite caméra de télévision placée dans le nez permet d'ajuster le tir [ou de commander la détonation ?].
L’engin est propulsé par un moteur fusée à carburant liquide et lancé dans sa première version par quatre accélérateurs à poudre.

## Historique
Les premiers tirs d’essais commencent au début de 1954. Ils sont décevants, au point de suspendre pendant deux ans les expérimentations. En janvier 1956, nouvelles déceptions, une partie des archives ayant disparu, la cause de ces échecs demeure inconnue
En revanche, les échecs de 1957 et 1958 sont mieux connus : les Malaface ont rencontré des problèmes de guidage, mais aussi des complications faute de dispositifs électroniques et électromécaniques adaptés.
Le 16 juin 1958, le « Malaface-10 » réalise enfin un tir correct : il atteint la distance de 16 km. Toutefois, son emploi demeure délicat.
Même si le tir du « Malaface-15 » de mars 1959 se déroule correctement, l’État-major de la Marine décide de l’abandonner en février 1960.
Les raisons de l’abandon sont multiples, le défi technologique est sous-évalué. La qualification de tels engins nécessite la maîtrise de nombreuses technologies dont certaines font défaut au début, comme la télémesure.
Le retard industriel ne favorise pas les défis. Par exemple, pour monter les circuits électriques, les ingénieurs sont parfois contraints de récupérer des éléments sur des épaves d’avions allemands de la Seconde Guerre mondiale.
Le Malaface souffre en outre d’un manque d’intérêt de la part des stratèges qui, impatients, espéraient obtenir assez vite un missile opérationnel. Tout bien considéré, ceux-ci préfèrent l’avion embarqué, plus efficace et plus pratique à employer pour lutter contre les navires.
Le programme a servi de remarquable banc d’études révélant les nouvelles capacités techniques nationales et démontrant l’intérêt de ce genre de systèmes d’armes, même si leur déploiement se montrait difficile.  
La réussite du missile Exocet dépend en partie des leçons tirées de ce précurseur.

## Versions
- LATE-258-H : version expérimentale tirée depuis un sous-marin.
- LATE-259 : version améliorée d’attaque d’objectifs au sol d’une portée de 250 km, n’a jamais été achevé.
- Laté.110 : une fusée postale dérivée du Malaface est étudiée sur demande du ministère des Télécommunications. Après divers essais sur maquettes, le prototype est effectivement construit mais ne vole pas, l'administration des Postes ayant renoncé entre-temps à poursuivre le développement de ce matériel[1].

## Sources
- Mamsaca et Malaface, deux missiles d'études de la Marine française de l'après-guerre, Philippe Varnoteaux, Histoire de la Marine no 3, hiver 2005/06
- Le Malaface, histoire d'une occasion manquée, Estival B., Cols Bleus no 187, 7 mai 1988